# Кіласонія Варлам Тамазович
Варлам Тамазович Кіласонія (груз. ვარლამ თამაზის ძე კილასონია; нар. 13 серпня 1967, Руставі, Грузинська РСР) — радянський та грузинський футболіст, нападник.

## Клубна кар'єра
Разом з молодшим братом Георгієм розпочинав грати в «Металурзі» з Руставі. Потім Варлам виступав у складі грузинських клубів «Алазані» та «Кахеті». У 1992 році повернувся до «Металурга» (Руставі), кольори якого захищав до 1995 року. 
В 1995 році разом з братом перейшов у російський «Локомотиві» з Санкт-Петербурга, який виступав у Другому дивізіоні. За підсумками цього сезону «Локомотив» з братами Кіласонія в складі виборов путівку до Першого дивізіону. У Першому дивізіоні дебютував 10 квітня 1996 року в програному (0:1) домашньому поєдинку 2-го туру проти ярославльського «Шинника». Варлам вийшов на поле в стартовому складі та відіграв увесь матч, а на 74-й хвилині не реалізував пенальті. Реабілітувався Кіласонія вже в наступному 3-у турі, 16 квітня 1996 року на 63-й хвилині нічийного (2:2) домашнього поєдинку проти ставропольського «Динамо». Варлам вийшов на поле в стартовому складі та відіграв увесь матч. У складі «Локомотива» в чемпіонатах Росії зіграв 55 матчів та відзначився 39-ма голами, ще 1 поєдинок (1 гол) провів у кубку Росії. У 1996 році став найкращим бомбардиром Першої ліги Росії — 22 м'ячі в 34 матчах. У матчі проти «Зорі» з Ленінськ-Кузнецького (9:0) встановив рекорд Першої ліги, забивши 7 м'ячів, при цьому не реалізував пенальті.
У 1997 році разом з братом перейшов у «Дніпро» з Дніпропетровська, який виступав у Вищій лізі України. Дебютував у футболці «дніпрян» 15 березня 1997 року в переможному (3:1) виїзному поєдинку 17-го туру проти запорізького «Торпедо». Кіласонія вийшов на поле на 71-й хвилині, замінивши Івана Корпоная, а вже на 78-й хвилині відзначився й дебютним голом у футболці дніпрян. У складі «Дніпра» в чемпіонаті України зіграв 16 матчів та відзначився 2-ма голами, ще 3 поєдинки зіграв у кубку України та 1 — у єврокубках. У середині серпня 1997 року зіграв 2 поєдинки у футболці друголігового фарм-клубу «дніпрян», «Дніпрі-2».
У 1998 році Варлам, вже без брата, переходить до краснодарської «Кубані», яка виступала в Першому дивізіоні російського чемпіонату. У футболці «кубанців» дебютував 29 березня 1998 року в нічийному (1:1) домашньому поєдинку 1-го туру проти димитровградського «Лада-Граду». Кіласонія вийшов на поле в стартовому складі та відіграв увесь матч. Єдиним голом у футболці краснодарського колективу відзначився 8 квітня 1998 року на 16-й хвилині нічийного (2:2) виїзного поєдинку 3-го туру проти санкт-петербурзького «Локомотиву». Варлам вийшов на поле в стартовому складі, але вже на 23-й хвилині його замінив Костянтин Тупчиєнко. У складі «Кубані» в чемпіонаті Росії зіграв 9 матчів (1 гол), ще 1 поєдинок провів у кубку Росії. З 1998 по 2000 рік виступав у грузинських клубах «Локомотив» (Тбілісі) та «Горда».
У сезоні 2000/01 років разом з братом виступав в азербайджанському «Турані» з Товуза, а потім у «Горді» з Руставі, в складі якого й завершив кар'єру.

## Тренерська кар'єра
У 2008—2009 роках був головним тренером «Олімпі». У 2010—2011 роках тренував «Гагру», у грудні 2013 року повернувся до «Металурга», спочатку був головним тренером дубля, а вже незабаром став головним тренером першої команди.